# Plutodes hilaropa
Plutodes hilaropa är en fjärilsart som beskrevs av Edward Meyrick 1897. Plutodes hilaropa ingår i släktet Plutodes och familjen mätare. Inga underarter finns listade i Catalogue of Life.